# Шутов, Гавриил Софронович
Гавриил Софронович Шутов (род. 1743) — российский стихотворец, переводчик и педагог, протоиерей XVIII века.

## Биография
Гавриил Софронович Шутов родился в 1743 году.
Обучался в Вятской духовной семинарии, окончив которую, стал преподавателем пиитики, заняв эту должность вместо Ушакова. Впоследствии совместно с Ушаковым он составил «Учебник пиитики», где, наряду со старыми правилами здесь появляются и некоторые новые. Так, например, были сделаны целые выписки из «Способа к сложению российских стихов» Третьяковского.
В 1768 году Шутов получил сан иерея Преображенского собора в городе Слободском, где впоследствии был посвящён в протоиерея и оставался до самой смерти.
О смерти Шутова ничего не известно.

## Стихотворная деятельность
Небольшие переводы басен и поэтических отрывков с латинского языка Шутов сделал ещё будучи школьником. Первые поэтические опыты были одобрены учителями Гавриила Семёновича — Хрещатицким и Любарским. Любарский даже оставил на некоторых работах своего ученика похвальные пометки: «Заслуживаешь имя поэта», «Достоин на самом парнасе брядати в гусли».
Некоторые из его произведений:
- «Старик и смерть»
- «Кот в пиве»
- «Ворона и лисица»
- «Ода»
- «Гратуляция»

Также сохранилось в рукописи и нравоописательное стихотворение «Картёжник» и, кроме того, более 36 «гратификаций» (поздравлений), написанных к различным торжествам и празднествам. К ним относятся: 7 приветствий Тобольскому епископу Варлааму, проезжавшему через Хлынов, а также 2 оды, которые были посвящены преосвященному Варфоломею во время посещения им школ в Вятке. Творчество Шутова не лишено поэтических достоинств, и автор, по отзывам критиков, «производит впечатление очень недурного версификатора, даже с искоркой поэтического дарования».